# Черешово (дем Неврокоп)
Вижте пояснителната страница за други населени места с името Черешово.
Черешово (на гръцки: Παγονέρι, Пагонери, катаревуса: Παγονέριον, Пагонерион, до 1927 година: Τσερέσοβο) е село в Република Гърция, в историко-географската област Чеч, на територията на дем Неврокоп.

## География
Село Черешово е разположено на 670 m надморска височина на десния бряг на река Места, на северните склонове на планината Боздаг.

## История

### Етимология
Според Йордан Н. Иванов името на селото е производно от череша, по същия начин както Крушево е произведено от круша. Жителското име е черѐшовя̀нин (черя̀шовя̀нин), черѐшовя̀нка (черя̀шовя̀нка), черѐшовя̀не (черя̀шовя̀не).

### В Османската империя
През Средновековието Черешово е малко селце. Според Йордан Н. Иванов бързото увеличаване на българите в селото става през XVIII и началото на XIX век, когато в Черешово намират подслон бягащите от турските насилия, тъй като селото е голямо, а землището му е изключително малко и жителите му притежават земи във всички околни землища.
В списъка на населените места с регистрирани имена на главите на домакинствата през втората половина на XV и началото на XVI век в село Черешово са регистрирани 8 лица. В османски данъчен регистър от 1569 – 1570 година в селото има 1 жител мюсюлманин, конвертит първо поколение, и 11 християнски семейства. В списък на селищата и броя на немюсюлманските домакинства във вилаета Неврокоп от 13 март 1660 година село Черешово (Черешова) е посочено като село, в което живеят 8 немюсюлмански семейства.
В XIX век Черешово е смесено християнско и мюсюлманско село в Неврокопска каза на Османската империя. Александър Синве (Les Grecs de l’Empire Ottoman. Etude Statistique et Ethnographique), който се основава на гръцки данни, в 1878 година пише, че в Циресовон (Tsirésovon), Мелнишка епархия, живеят 1100 гърци. В „Етнография на вилаетите Адрианопол, Монастир и Салоника“, издадена в Константинопол в 1878 година и отразяваща статистиката на населението от 1873 година, Черешеви (Tchéréchevi) е посочено като село със 137 домакинства, 25 жители турци и 460 жители българи.
В 1891 година Георги Стрезов пише за селото:
| „ | Черешово, разположено е на стръмнини над десния бряг от Места при подножията на Боздаг. От Неврокоп пътят държи тъкмо 8 часа, а от Драма цели 11. Пада се на ЮИ от Неврокоп и служи за предел между Неврокопско и Драмско. Повечето отиват зидари по Драмско, Скеча и България. Селянете бедни. Църква „Св. Богородица“, в която се чете смесено. Смесено училище, което се помещава в прекрасно триетажно здание. 30 ученика. 180 къщи; българе, 75 д. помаци. Има и гъркомане. | “ |

След 1885 година в гръцкото училище в селото преподава Атанас от Черешово. След 1903 година в училището преподава Йоанис Димитриадис, а след 1904 година – учителката В. Пасхали и учителите Г. Зьогас, Георгиос Триандафилидис, Л. Йоанидис и дъщеря му Йоаниду.
Съгласно статистиката на Васил Кънчов („Македония. Етнография и статистика“) към 1900 година Черешово (Черяшово) е смесено българско и турско селище. В него живеят 1100 българи християни и 100 турци, а броят на българските къщи е 170.

### В Гърция
През Балканската война в 1912 година в Черешово влизат български войски. Част от турското население е избито, а част се спасява с бягство. По-късно няколко турски семейства се завръщат. След Междусъюзническата война в 1913 година селото попада в Гърция. Според гръцката статистика, през 1913 година в Черешово (Τσιρέσοβον, Чирешовон) живеят 1092 души.
В 1918 и 1919 година част от българското население напуска селото и се настанява в Неврокоп и района. През 1927 година името на селото е сменено от Черешово (Τσερέσοβο) на Пагонери (Παγονέρι). През 1928 година в Черешово е настанено едно четиричленно гръцко бежанско семейство. Според други данни в селото са настанени тридесетина семейства със 106 души бежанци.
Според данни от преброяванията в Гърция, населението на Черешово през годините е било както следва:
Населението произвежда тютюн, картофи, жито и други земеделски култури, а се занимава частично и със скотовъдство.
| Име       | Име       | Ново име  | Ново име  | Описание                   |
| --------- | --------- | --------- | --------- | -------------------------- |
| На Падина | Ναπαντίνα | Оропедион | Όροπέδιον | връх Ю от Черешово (759 m) |
| Върба     | Βέρμπα    | Ития      | Ίτιά      | местност на СЗ от Черешово |

| Година    | 1913 | 1920 | 1928 | 1940 | 1951 | 1961 | 1971 | 1981 | 1991 | 2001 | 2011 | 2021 |
| --------- | ---- | ---- | ---- | ---- | ---- | ---- | ---- | ---- | ---- | ---- | ---- | ---- |
| Население | 1092 | 668  | 341  | 592  | 445  | 447  | 323  | 264  | 228  | 231  | 154  | 102  |

## Личности
Родени в Черешово
- Атанас Влахов (Αθανάσιος Βλάχος, Атанасиос Влахос), гръцки андартски деец, четник на Дукас Дукас, участвал в сраженията при Пършово и Карлъково, загинал през 1908 година в сражение с българи[20][21]
- Атанас Димитров Караянев (1866 - 1972), български духовник и общественик, деец на СМЕО
- Велик Ангелов, македоно-одрински опълченец, 25-годишен, четата на Стоян Мълчанков, 1 рота на 15 щипска дружина[22]
- Велик Бояджиев (1899 – 1967), български комунист
- Георги Арнаудов (1901 – 1985), български лекар
- Димитър Пенчев (Δημήτριος Πέντσας, Димитриос Пенцас), гръцки андартски деец, четник на Константинос Даис (капитан Царас) през 1906 – 1907 година[20]
- Йоаким Граматиков (? – 1919), български революционер
- Костадин (Коста) Ангелов Караянев, македоно-одрински опълченец, 22-годишен, четата на Стоян Мълчанков, 1 рота на 15 щипска дружина, носител на бронзов медал[23] Награден с орден „За храброст“ IV степен през Първата световна война.[24] Безследно изчезнал на 29 октомври 1915 г. при връх „Голаш“.[25]